# United States South Seas Exploring Expedition
United States South Seas Exploring Expedition byla námořní objevitelská výprava Spojených států do Jižního oceánu, která proběhla v letech 1838 - 1842. Jednalo se o největší a nejúspěšnější americkou expedici své doby, která zajistila rozvoj vědeckého poznání Spojených států. Výprava byla zároveň poslední námořní cestou kolem světa pouze s plachetními loděmi. Název je často zkracován na U. S. Ex. Ex. nebo bývá výprava označována po svém veliteli jako Wilkesova expedice.

## Přípravy
Vláda Spojených států uvažovala o vyslání velké námořní expedice již od roku 1828, ve snaze vyrovnat se evropským mocnostem (zejména Velké Británii a Francii). Myšlenku velké cesty kolem světa prosazoval zejména tehdejší prezident John Quincy Adams. Ovšem až 18. května 1836 prezident Andrew Jackson s expedicí souhlasil a uvolnil na ni finance. Cílem vládní výpravy byl průzkum jižního Pacifiku i extrémních jižních šířek. Kromě toho měla výprava poskytnout bezpečí četným velrybářským a tuleňářským lodím, které se na svých loveckých cestách ocitaly na dlouhou dobu mimo bezpečné domovské vody. Přitom lov velryb a tuleňů byl v té době pro Spojené státy velmi důležitým zdrojem příjmů.
Expedice vyplula po počátečních zmatcích až v roce 1838. Teprve tehdy se podařilo dát dohromady flotilu alespoň částečně odpovídajících lodí. Do velení byl zvolen Charles Wilkes, ačkoliv byl pouze poručíkem. Neměl žádné zkušenosti s tak velkou výpravou a minimální zkušenosti s mořeplavbou obecně, ovšem několik povolanějších důstojníků před ním vedení expedice odmítlo. Na druhou stranu svou nezkušenost na moři vyvažoval dobrým vzděláním a vědeckými schopnostmi.
Výpravu tvořilo šest lodí značného stáří a nepříliš dobrých plavebních kvalit, navíc s nedostatečným vybavením. Na palubách se nacházelo celkem 433 mužů, z toho 82 důstojníků, sedm vědeckých pracovníků a dva umělci. Někteří námořní důstojníci měli za úkol provádět oceánografická měření. Ostatní civilní vědci měli studovat přírodu i obyvatelstvo zemí, které navštíví.
Wilkes převzal velení 7. července 1838 a 18. srpna celá flotila vyrazila z přístavu Hampton Roads v Norfolku (stát Virginie).
Plavidla expedice:
- USS Vincennes – dělová šalupa, vlajková loď, výtlak 780 tun
- USS Peacock – dělová šalupa; výtlak 650 tun
- USS Porpoise – briga, výtlak 230 tun
- USS Relief – zásobovací loď; výtlak 476 tun
- USS Sea Gull – škuner určený k průzkumům v blízkosti pobřeží; výtlak 110 tun
- USS Flying Fish – škuner určený k průzkumům v blízkosti pobřeží; výtlak 96 tun

## Průběh expedice

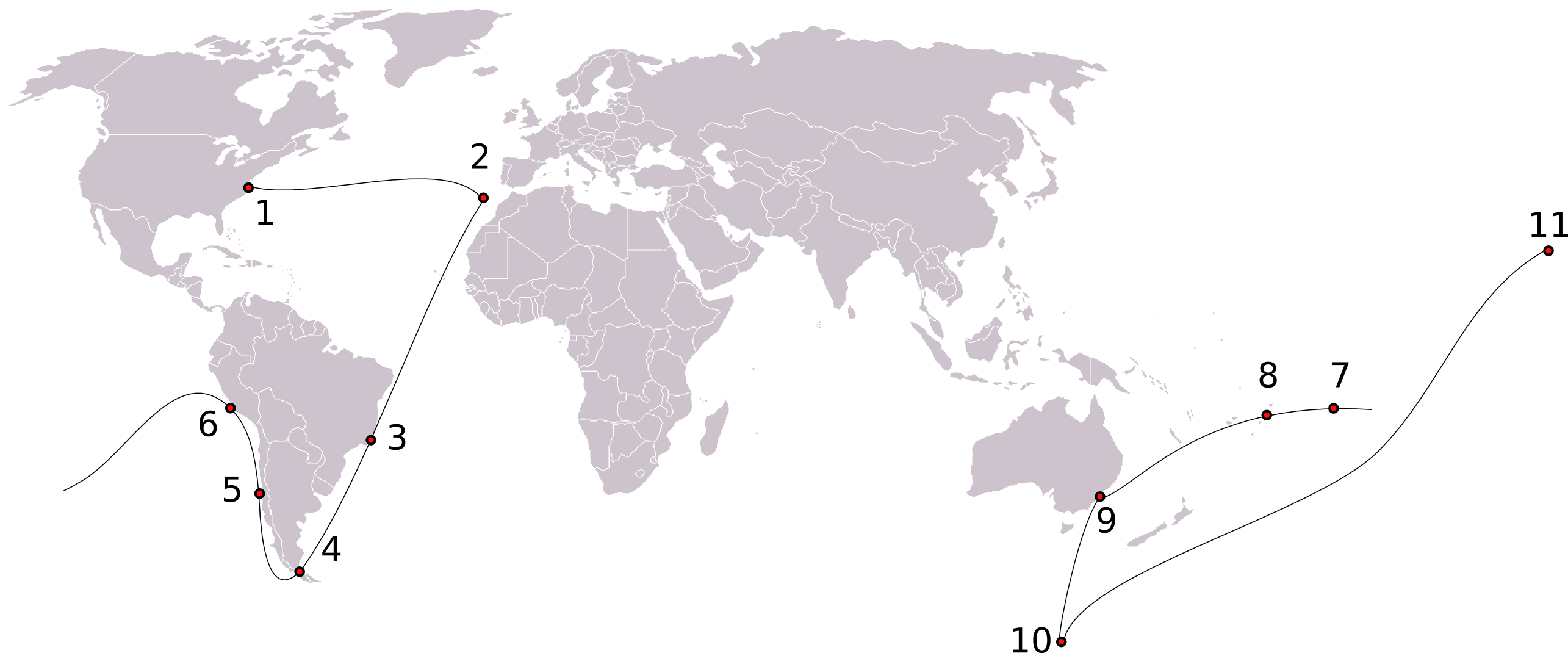
První část plavby:
1. Hampton Roads; 2. Madeira; 3. Rio de Janeiro;
4. Ohňová země; 5. Valparaíso; 6. Callao; 7. Samoa; 8. Fidži;
9. Sydney; 10. Antarktida; 11. Havaj

Velká flotila se často rozdělovala a jednotlivé lodě pluly po různých trasách při plnění samostatných úkolů. Nejprve se výprava zastavila na Madeiře (16. – 26. září 1838), na Kapverdách (6. října) a poté v Rio de Janeiro (23. listopadu 1838 – 6. ledna 1839). 30. ledna 1839 dosáhli Ohňové země a zakotvili v Orange Harbor. Na tomto místě se expedice rozdělila na tři části.
- Vincennes a Relief pokračovaly ve vědecké práci v Ohňové zemi a okolních vodách.
- Porpoise a Sea Gull se pokusily doplout co nejdále k jihu. Této části plavby se účastnil i Charles Wilkes, ale kvůli nepřízni počasí, mlze, ledu i nedostatečnému oblečení se námořníci museli po deseti dnech plavby obrátit na zpáteční cestu.
- Peacock a Flying Fish se měly pokusit o průnik k jihozápadu ve stopách Jamese Cooka a pokud možno jej překonat. Loď Flying Fish se cestou dostala do těžké bouře a byla téměř zničena, přesto se její kapitán rozhodl pokračovat v cestě. 22. března však musel další postup vzdát. Jamese Cooka přitom nepřekonal, když dosáhl jen 70° 14´ jižní šířky. Loď Flying Fish se vrátila zpět od Orange Harbor, zatímco loď Peacock odplula do Valparaíso.

Všechny lodě se měly znovu setkat v Orange Harbor a poté společně zamířit k Valparaíso v Chile. Loď Relief při jedné z posledních cest málem ztroskotala a její posádka se rozhodla zamířit rovnou k Valparaíso bez návratu do společného přístavu. V Orange Harbor tak na ní marně čekali až do 20. května. Poté Wilkes odplul s loděmi Porpoise a Vincennes, zatímco Flying Fish a Sea Gull se vydaly na cestu až 28. května. Hned o půlnoci je oddělila bouře a loď Sea Gull již nikdo nespatřil, nepřežil patrně ani žádný z patnácti členů posádky. Výprava se ve Valparaíso znovu seskupila a poté odplula do Callao v Peru. Odtud byla zásobovací loď Relief poslána zpět od Spojených států.

Trasa plavby k Antarktidě

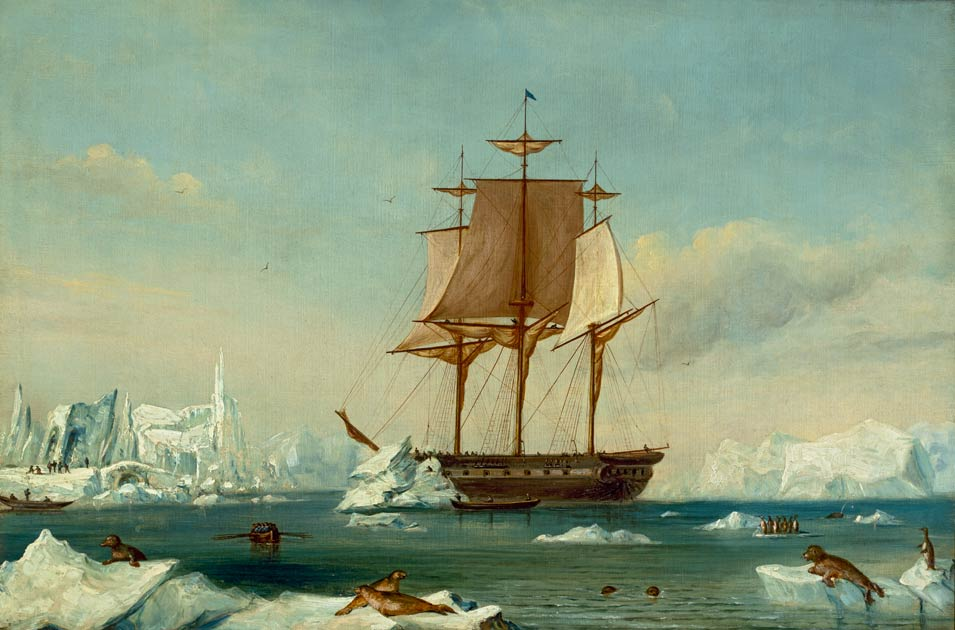
USS Vincennes u břehů Antarktidy

Blížící se zimní období měla expedice strávit výzkumy v Tichomoří jako jiné podobné výpravy. Zmapovala zejména vody kolem Tuamotu, Tahiti, Samoi a Havaje. V listopadu roku 1839 dorazila do Sydney v Austrálii.
Odtud vyrazila 26. prosince 1839 znovu k jihu. První společnou zastávkou měl být ostrov Macquarie. 1. ledna 1840 se ostatním vzdálila loď Flying Fish a hned 3. ledna se ztratila i loď Peacock. Oběma se však podařilo k ostrovu Macquarie dostat. Lodě Vincennes i Porpoise byly svedeny špatným počasím z kurzu a ostrov minuly. Wilkes usoudil, že by bylo ztrátou času vracet se a zamířil ke Smaragdovému ostrovu, který byl dalším záchytným bodem. 9. ledna však zjistil, že v místě, kde se měl ostrov podle mapy nacházet, je jen volné moře. Proto námořníci pokračovali dál na jih, až je 11. ledna zastavila ledová bariéra u Antarktidy. Obrátili se k západu a pokračovali podél bariéry, snažíc se najít průchod směrem k
jihu. 16. ledna se znovu setkali s lodí Peacock. Posádce na Flying Fish se sice podařilo dosáhnout ledové bariéry 21. ledna a pokračovat na západ ve snaze dostihnout ostatní, nakonec však kvůli velmi špatnému stavu lodi i mizernému vybavení musela další cestu vzdát a obrátit se zpět k Novému Zélandu.
16. ledna 1840 námořníci pravděpodobně poprvé zahlédli pevninu, ale jasné obrysy pobřeží mohli s jistotou rozeznat až 25. ledna. Charles Wilkes zemi zabral jménem Spojených států, jednalo se však o Adélinu zemi, kterou jen několik dní předtím (21. ledna) objevil i francouzský mořeplavec Jules Dumont d'Urville. Ve Spojených státech byl přesto tento úsek pobřeží znám jako Wilkesova země.
24. ledna se loď Peacock pokusila dostat blíž k pobřeží. Při manévrování však byla poničena plovoucím ledem, navíc se na ni zřítila masa ledu tak, že loď jen těžko unikla úplné destrukci a ztroskotání. S mnoha raněnými v posádce musela po nejnutnějších opravách odplout do Sydney, kam dorazila 21. února 1840. 30. ledna se loď Porpoise setkala s francouzskou výpravou Dumonta d'Urville, ale kvůli nedorozumění a chybě v komunikaci se bez pozdravu opět vzdálila a později jedna strana obviňovala druhou z počáteční urážky.
Loď Porpoise zkoumala antarktické pobřeží až do 14. února, pak změnila kurz a 26. března doplula k Novému Zélandu. Loď Vincennes stále pokračovala v průzkumu pobřeží, až ji 21. února po více než 2400 km zastavila ledová bariéra dnešního Shackletonova ledovce. Místo bylo nazváno Termination Land a loď se vrátila do Sydney. Díky této plavbě podél pobřeží mohl Wilkes jako první bez obav tvrdit, že Antarktida je velká pevnina, nikoli jen množství malých nesouvislých ostrovů. Jeho domněnka však byla potvrzena až díky dalším průzkumům a leteckému fotografování ve 20. století. Charles Wilkes jako první ve svých zápiscích pojmenoval zemi Antarktida a ačkoliv měl pevninu stále na dohled, nepodařilo se mu nikde přistát.

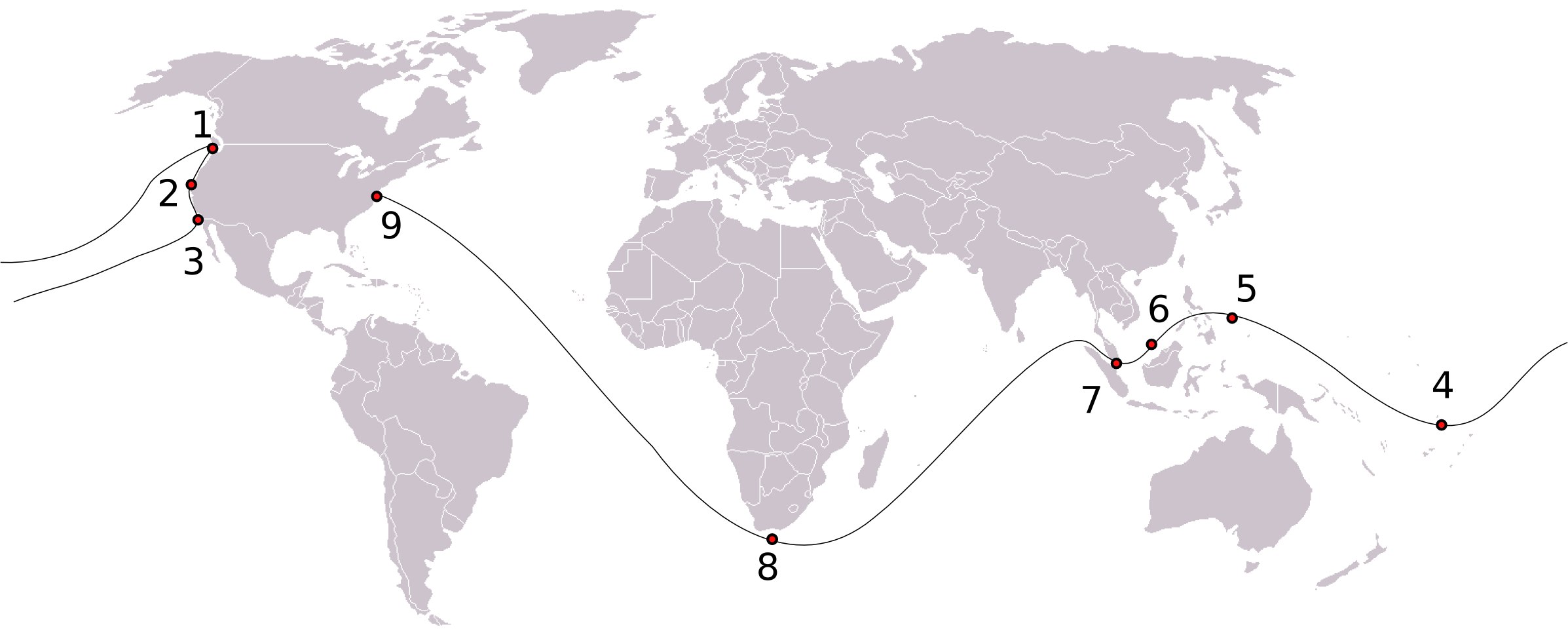
Druhá část plavby:
1. Puget Sound; 2. Columbia; 3. San Francisco; 4. Polynésie;
5. Filipíny; 6. Borneo; 7. Singapur; 8. Mys Dobré Naděje; 9. New York

V Sydney se lodě opět setkaly a poté vypluly k Novému Zélandu, kam dorazily 30. března 1840 a kde se znovu setkaly s lodí Flying Fish. Dále námořníci navštívili souostroví Tonga (duben 1840) a Fidži (5. května – 10. srpna 1840) a podrobně ostrovy zmapovali. Od 24. září 1840 do 5. května 1841 prováděli průzkum na Havaji a na vulkánu Mauna Loa přitom zřídili vědeckou observatoř. Wilkes původně plánoval i zastávku v Japonsku, ale z časových důvodů ji musel vypustit. Na Havaji kvůli nedostatku času Wilkes expedici opět rozdělil.
- Peacock a Flying Fish pluly na Samou a Kiribati.
- Porpoise se vrátila na Tuamotu a Společenské ostrovy.
- Vincennes prováděla výzkumy na Havaji a v okolí.

Z Havaje vyplula výprava počátkem května 1841 směrem k západnímu pobřeží Severní Ameriky. V roce 1841 je podrobně zmapovala, stejně jako rozsáhlé úseky vnitrozemí. Loď Peacock v červenci 1841 ztroskotala v ústí řeky Columbia, posádka však byla zachráněna. 1. listopadu 1841 expedice vyplula ze San Francisco a zamířila přes Filipíny (12. ledna 1842), Sulu (2. února), Borneo, Singapur (18. února), mys Dobré naděje (13. dubna) a ostrov sv. Heleny (1. května) zpět ke Spojeným státům. 10. července 1842 přistály lodě Vincennes a Porpoise v New Yorku, loď Flying Fish byla jako neschopná další plavby prodána při zastávce v Singapuru.

## Výsledky expedice

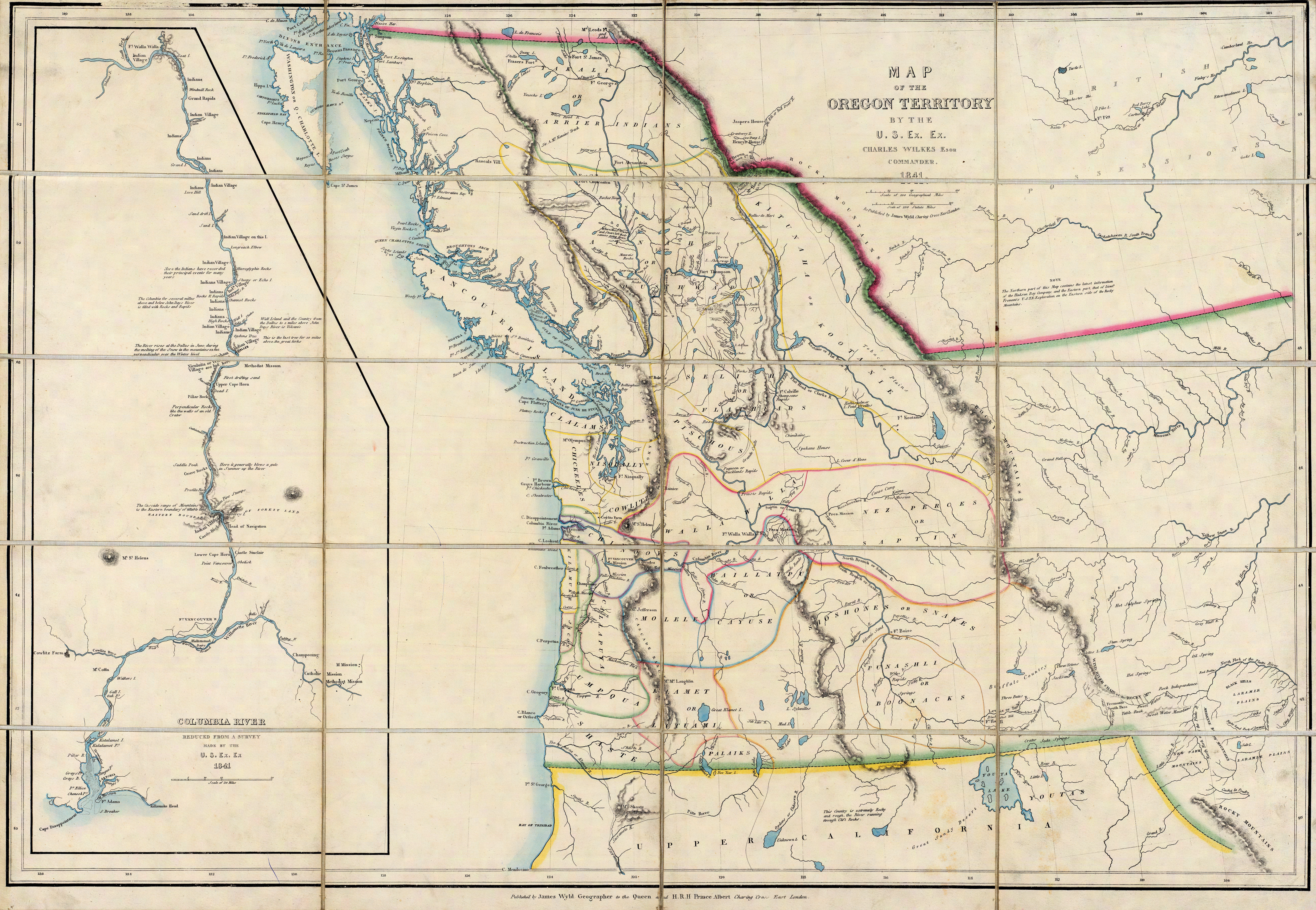
Mapa západního pobřeží Severní Ameriky z roku 1841

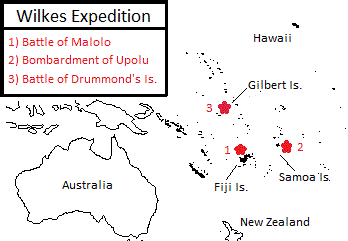
Mapa s vyznačením míst ozbrojených konfliktů mezi domorodci a členy Wilkesovy Expedice

Wilkesova expedice byla největší a nejúspěšnější americkou vědeckou výpravou své doby. Největším úspěchem bylo bezesporu obeplutí části Antarktidy. Dále bylo podrobně prozkoumáno a zmapováno přes 250 tichomořských ostrovů a velká část západního pobřeží Severní Ameriky. Wilkes s sebou také přivezl předměty i písemné záznamy, týkající se mnoha různých oborů včetně zoologie, botaniky, antropologie, etnologie, geologie, meteorologie a hydrografie. Shromáždil obrovskou kolekci nedocenitelné hodnoty, obsahující na 2000 vzorků ptáků, 150 savců, 1000 korálů, korýšů a měkkýšů, 50 000 rostlin, stovky minerálů, hornin a fosilií a přes 5000 etnografických artefaktů. Velká část je dnes uložena v Smithsonian Institution. Tvoří jádro sbírek instituce, založené jen čtyři roky po návratu výpravy. Zhotovené mapy Tichomoří i západního pobřeží severní Ameriky byly velmi přesné, použitelné ještě v době druhé světové války. Jen v oblasti Antarktidy se Wilkes nechal oklamat zrakovým klamem podobným fata morganě a zakreslil pobřeží severněji, než ve skutečnosti bylo.
Celou cestu však dokončily jen lodě Vincennes a Porpoise, dvě lodě byly zcela zničeny a zemřelo 28 mužů. Wilkes byl hodnocen jako velmi tvrdý až krutý velitel, který se povyšoval nad ostatní, používal nepřiměřené tresty a také bagatelizoval význam vědeckých pracovníků na palubě. Na druhou stranu dosáhl i přes mizerné vybavení velkých úspěchů a nejtvrdší byl údajně sám k sobě.
Po návratu do Spojených států se setkal s novým prezidentem, nepřátelsky naladěným Kongresem a nezaujatou veřejností. V květnu 1842 byl souzen za špatné zacházení s posádkou, ale nakonec jej soudce zprostil obžaloby. V roce 1843 byl dokonce povýšen. V následujících letech pracoval zejména na publikaci svých poznatků z cesty. Vzniklo pětisvazkové výpravné dílo Narrative of the United States Exploring Expedition, vydané v roce 1844. Dále Wilkes editoval 19 dalších svazků a 11 atlasů různého vědeckého zaměření, které vycházely až do roku 1874.